# Heteronarce garmani
Heteronarce garmani of natalsluimerrog is een soort rog uit de (onder-)familie van de sluimerroggen. Deze rog werd pas in 1921 ontdekt en beschreven. Het aantal vangsten na die tijd is beperkt, over deze kraakbeenvis is daarom weinig bekend. De soort komt in een beperkt gebied voor de oostkust van Zuid-Afrika voor (Natal), een gebied waar de beroepsvisserij zeer actief is.

## Beschrijving en status
De Natalsluimerrog is vernoemd naar de Amerikaanse zoöloog Samuel Walton Garman (1843-1927) die veel gewerkt heeft aan kraakbeenvissen. Deze sluimmerrog komt voor op een diepte tussen de 70 en 350 m onder het wateroppervlak. Veel vangsten zijn gedaan in de Sodwanabaai aan de kust van KwaZoeloe-Natal. Het is een zeldzaam soort rog, die alleen voor de oostkust van Zuid-Afrika voorkomt. Er is weinig over de soort bekend. Wel is bekend dat veel soorten kraakbeenvissen met een vergelijkbare leefwijze, zoals de kleine sluimmerrog sterk te lijden hebben onder de intensieve visserij op garnalen, waarbij 80-98% van de bijvangst bestaat uit bodembewonende kraakbeenvissen. Ook de visserij met sleepnetten op heek (Merluccius paradoxus) is een groot gevaar voor allerlei soorten roggen. Men vermoedt dat de voortplantingssnelheid van de Natalsluimerrog lager is dan de ook al zeer bedreigde kleine sluimmerrog. Dit alles leidde ertoe dat de Natalsluimerrog als gevoelig is aangemerkt op de internationale rode lijst.